# Stoyko Nenchev
Stoyko Nenchev est un joueur bulgare de volley-ball né le 25 novembre 1984 à Sliven (province de Sliven). Il mesure 2,00 m et joue central. Il est international bulgare.

## Clubs
| Club              | De        | À         |
| ----------------- | --------- | --------- |
| CSKA Sofia        | 2002-2003 | déc 2009  |
| Narbonne Volley   | jan 2010  | 2010-2011 |
| SK Aich-Dob       | 2011-2012 | 2011-2012 |
| Saint-Nazaire VBA | 2012-2013 | 2013-2014 |
| Nice VB           | 2014-2015 | 2014-2015 |
| Stade poitevin    | 2015-2016 | 2015-2016 |
| Strasbourg VB     | 2016-2017 | 2017-2018 |
| Hebar Pazardjik   | 2018-2019 | ...       |

## Palmarès
- Championnat d'Autriche
  - Finaliste : 2012
- Championnat de Bulgarie (1)
  - Vainqueur : 2008